# GSC2413-1373
GSC2413-1373 — хімічно пекулярна зоря спектрального класу A3, що має видиму зоряну величину в смузі V приблизно  0,0.